# Manuel López Blázquez
Manuel López Blázquez (Madrid, 29 de octubre de 1960) es un historiador del arte. Fue desde octubre de 2010 Director Adjunto del Gabinete del Vicepresidente Primero y Ministro del Interior de España, Alfredo Pérez Rubalcaba, hasta la dimisión del mismo.
Licenciado en Filosofía y Letras, especialidad Historia del Arte, en la Universidad Autónoma de Madrid. Ha sido profesor de Historia del Arte y jefe de estudios en el Centro Superior de Diseño de Moda de Madrid, miembro del Departamento de Exposiciones de la Consejería de Cultura de la Comunidad de Madrid, coordinador de la Secretaría de Educación, Universidad, Cultura e Investigación de la Comisión Ejecutiva Federal del Partido Socialista Obrero Español (PSOE) y Jefe del Gabinete de la Portavoz del Grupo Municipal Socialista del Ayuntamiento de Madrid. En 2004 fue nombrado responsable de Relaciones Institucionales y Comunicación de la Residencia de Estudiantes y, posteriormente, coordinador de la Secretaría de Cultura de la Comisión Ejecutiva Federal del PSOE. Desde noviembre de 2008 a octubre de 2010, fue director del Gabinete de la ministra de Defensa, Carme Chacón.